# Lista över fornlämningar i Hagfors kommun
Lista över fornlämningar i Hagfors kommun är en förteckning av ett urval av de fornlämningar som finns i Hagfors kommun.

## Ekshärad
| Namn                                    | Lämningstyp                      | Tillkomsttid | Historisk indelning | Plats | Läge                 | ID-nr          | Bild                                 |
| --------------------------------------- | -------------------------------- | ------------ | ------------------- | ----- | -------------------- | -------------- | ------------------------------------ |
| Ekshärad 1:1                            | Röse                             |              | Ekshärad, Värmland  |       | 60.161411, 13.487788 | 10213100010001 | Ladda upp en bild av detta fornminne |
| Ekshärad 1:2                            | Röse                             |              | Ekshärad, Värmland  |       | 60.161154, 13.487865 | 10213100010002 | Ladda upp en bild av detta fornminne |
| Ekshärad 2:1                            | Röse                             |              | Ekshärad, Värmland  |       | 60.151673, 13.496230 | 10213100020001 | Ladda upp en bild av detta fornminne |
| "Krigargrav" (Ekshärad 5:1)             | Gravfält                         |              | Ekshärad, Värmland  |       | 60.171714, 13.514823 | 10213100050001 | Ladda upp en bild av detta fornminne |
| Ekshärad 6:1                            | Begravningsplats                 |              | Ekshärad, Värmland  |       | 60.175127, 13.501698 | 10213100060001 | Ladda upp en bild av detta fornminne |
| Ekshärad 6:2                            | Kyrka/kapell                     |              | Ekshärad, Värmland  |       | 60.175140, 13.501671 | 10213100060002 | Ladda upp en bild av detta fornminne |
| Ekshärad 9:1                            | Röse                             |              | Ekshärad, Värmland  |       | 60.140090, 13.286816 | 10213100090001 | Ladda upp en bild av detta fornminne |
| Ekshärad 14:1                           | Röse                             |              | Ekshärad, Värmland  |       | 60.117791, 13.447370 | 10213100140001 | Ladda upp en bild av detta fornminne |
| Ekshärad 14:2                           | Röse                             |              | Ekshärad, Värmland  |       | 60.117712, 13.447182 | 10213100140002 | Ladda upp en bild av detta fornminne |
| Ekshärad 16:1                           | Röse                             |              | Ekshärad, Värmland  |       | 60.235792, 13.553515 | 10213100160001 | Ladda upp en bild av detta fornminne |
| Ekshärad 28:1                           | Röse                             |              | Ekshärad, Värmland  |       | 60.230938, 13.541097 | 10213100280001 | Ladda upp en bild av detta fornminne |
| Ekshärad 28:2                           | Röse                             |              | Ekshärad, Värmland  |       | 60.230882, 13.541178 | 10213100280002 | Ladda upp en bild av detta fornminne |
| Ekshärad 30:1                           | Stensättning                     |              | Ekshärad, Värmland  |       | 60.153159, 13.491377 | 10213100300001 | Ladda upp en bild av detta fornminne |
| Ekshärad 32:1                           | Stensättning                     |              | Ekshärad, Värmland  |       | 60.200275, 13.291368 | 10213100320001 | Ladda upp en bild av detta fornminne |
| Ekshärad 32:2                           | Stensättning                     |              | Ekshärad, Värmland  |       | 60.200549, 13.291063 | 10213100320002 | Ladda upp en bild av detta fornminne |
| Knobergsvallen (Ekshärad 62:1)          | Fäbod                            |              | Ekshärad, Värmland  |       | 60.197708, 13.618664 | 10213100620001 | Ladda upp en bild av detta fornminne |
| Nästorpsäter (Ekshärad 83:1)            | Fäbod                            |              | Ekshärad, Värmland  |       | 60.085171, 13.661125 | 10213100830001 | Ladda upp en bild av detta fornminne |
| Gälliden (Ekshärad 112:1)               | Fäbod                            |              | Ekshärad, Värmland  |       | 60.091977, 13.678088 | 10213101120001 | Ladda upp en bild av detta fornminne |
| Kartstenen (Ekshärad 119:1)             | Ristning, medeltid/historisk tid |              | Ekshärad, Värmland  |       | 60.124355, 13.434021 | 10213101190001 | Ladda upp en bild av detta fornminne |
| Gammelsätern (Ekshärad 129:1)           | Fäbod                            |              | Ekshärad, Värmland  |       | 60.136257, 13.347681 | 10213101290001 | Ladda upp en bild av detta fornminne |
| Rensätern (Ekshärad 130:1)              | Fäbod                            |              | Ekshärad, Värmland  |       | 60.132355, 13.351048 | 10213101300001 | Ladda upp en bild av detta fornminne |
| Brattsätern (Ekshärad 134:1)            | Fäbod                            |              | Ekshärad, Värmland  |       | 60.123590, 13.346351 | 10213101340001 | Ladda upp en bild av detta fornminne |
| Älvbäckssätern (Ekshärad 137:1)         | Fäbod                            |              | Ekshärad, Värmland  |       | 60.166253, 13.232109 | 10213101370001 | Ladda upp en bild av detta fornminne |
| Kattsätern (Ekshärad 169:1)             | Fäbod                            |              | Ekshärad, Värmland  |       | 60.217379, 13.376240 | 10213101690001 | Ladda upp en bild av detta fornminne |
| N och S Vålbergssätern (Ekshärad 178:1) | Fäbod                            |              | Ekshärad, Värmland  |       | 60.220669, 13.288224 | 10213101780001 | Ladda upp en bild av detta fornminne |
| Norketorpsätern (Ekshärad 179:1)        | Fäbod                            |              | Ekshärad, Värmland  |       | 60.215010, 13.285997 | 10213101790001 | Ladda upp en bild av detta fornminne |
| Vålesätern (Ekshärad 180:1)             | Fäbod                            |              | Ekshärad, Värmland  |       | 60.203438, 13.351162 | 10213101800001 | Ladda upp en bild av detta fornminne |
| Gammelsätern (Ekshärad 184:1)           | Fäbod                            |              | Ekshärad, Värmland  |       | 60.210352, 13.688154 | 10213101840001 | Ladda upp en bild av detta fornminne |
| Edssätern (Ekshärad 186:1)              | Fäbod                            |              | Ekshärad, Värmland  |       | 60.292320, 13.568394 | 10213101860001 | Ladda upp en bild av detta fornminne |
| Herrgårdssätern (Ekshärad 190:1)        | Fäbod                            |              | Ekshärad, Värmland  |       | 60.029115, 13.318499 | 10213101900001 | Ladda upp en bild av detta fornminne |
| Norra Mossbergssätern (Ekshärad 196:1)  | Fäbod                            |              | Ekshärad, Värmland  |       | 60.190491, 13.274640 | 10213101960001 | Ladda upp en bild av detta fornminne |
| Ekshärad 200:1                          | Fäbod                            |              | Ekshärad, Värmland  |       | 60.136924, 13.690050 | 10213102000001 | Ladda upp en bild av detta fornminne |
| Ekshärad 215:1                          | Fäbod                            |              | Ekshärad, Värmland  |       | 60.096899, 13.355792 | 10213102150001 | Ladda upp en bild av detta fornminne |
| Ekshärad 231                            | Stensättning                     |              | Ekshärad, Värmland  |       | 60.140144, 13.286800 | 12000000010886 | Ladda upp en bild av detta fornminne |
| Ekshärad 232                            | Ristning, medeltid/historisk tid |              | Ekshärad, Värmland  |       | 60.011925, 13.384003 | 12000000010890 | Ladda upp en bild av detta fornminne |

## Gustav Adolf
| Namn                           | Lämningstyp | Tillkomsttid | Historisk indelning    | Plats | Läge                 | ID-nr          | Bild                                      |
| ------------------------------ | ----------- | ------------ | ---------------------- | ----- | -------------------- | -------------- | ----------------------------------------- |
| Trollröset (Gustav Adolf 79:1) | Röse        |              | Gustav Adolf, Värmland |       | 60.067381, 13.712920 | 10214400790001 | Ladda upp en till bild av detta fornminne |

## Hagfors
| Namn                           | Lämningstyp    | Tillkomsttid | Historisk indelning | Plats | Läge                 | ID-nr          | Bild                                 |
| ------------------------------ | -------------- | ------------ | ------------------- | ----- | -------------------- | -------------- | ------------------------------------ |
| Hagfors 12:1                   | Röse           |              | Hagfors, Värmland   |       | 60.008495, 13.666902 | 10214600120001 | Ladda upp en bild av detta fornminne |
| Hagfors 13:1                   | Röse           |              | Hagfors, Värmland   |       | 60.004687, 13.657498 | 10214600130001 | Ladda upp en bild av detta fornminne |
| Hagfors 15:1                   | Röse           |              | Hagfors, Värmland   |       | 59.971102, 13.653721 | 10214600150001 | Ladda upp en bild av detta fornminne |
| Hagfors 17:1                   | Röse           |              | Hagfors, Värmland   |       | 59.941046, 13.688999 | 10214600170001 | Ladda upp en bild av detta fornminne |
| Hagfors 21:1                   | Fästning/skans |              | Hagfors, Värmland   |       | 59.930254, 13.675832 | 10214600210001 | Ladda upp en bild av detta fornminne |
| Hafterbolsätrar (Hagfors 61:1) | Fäbod          |              | Hagfors, Värmland   |       | 59.936319, 13.771454 | 10214600610001 | Ladda upp en bild av detta fornminne |

## Norra Råda
| Namn                             | Lämningstyp                      | Tillkomsttid | Historisk indelning  | Plats | Läge                 | ID-nr          | Bild                                 |
| -------------------------------- | -------------------------------- | ------------ | -------------------- | ----- | -------------------- | -------------- | ------------------------------------ |
| Norra Råda 19:2                  | Röse                             |              | Norra Råda, Värmland |       | 59.925611, 13.544898 | 10217100190002 | Ladda upp en bild av detta fornminne |
| Norra Råda 19:3                  | Stensättning                     |              | Norra Råda, Värmland |       | 59.925500, 13.544921 | 10217100190003 | Ladda upp en bild av detta fornminne |
| Norra Råda 19:4                  | Stensättning                     |              | Norra Råda, Värmland |       | 59.925735, 13.544852 | 10217100190004 | Ladda upp en bild av detta fornminne |
| Norra Råda 19:5                  | Stensättning                     |              | Norra Råda, Värmland |       | 59.925403, 13.544953 | 10217100190005 | Ladda upp en bild av detta fornminne |
| Norra Råda 85:1                  | Stensättning                     |              | Norra Råda, Värmland |       | 60.023928, 13.656461 | 10217100850001 | Ladda upp en bild av detta fornminne |
| Mickelstorpet (Norra Råda 112:1) | Lägenhetsbebyggelse              |              | Norra Råda, Värmland |       | 59.908197, 13.411105 | 10217101120001 | Ladda upp en bild av detta fornminne |
| Norra Råda 117:1                 | Lägenhetsbebyggelse              |              | Norra Råda, Värmland |       | 59.914358, 13.387037 | 10217101170001 | Ladda upp en bild av detta fornminne |
| Norra Råda 122                   | Ristning, medeltid/historisk tid |              | Norra Råda, Värmland |       | 59.997864, 13.477861 | 12000000011155 | Ladda upp en bild av detta fornminne |

## Sunnemo
| Namn                         | Lämningstyp         | Tillkomsttid | Historisk indelning | Plats | Läge                 | ID-nr          | Bild                                 |
| ---------------------------- | ------------------- | ------------ | ------------------- | ----- | -------------------- | -------------- | ------------------------------------ |
| Sunnemo 1:1                  | Hög                 |              | Sunnemo, Värmland   |       | 59.835161, 13.750852 | 10218600010001 | Ladda upp en bild av detta fornminne |
| Sunnemo 1:3                  | Stensättning        |              | Sunnemo, Värmland   |       | 59.834866, 13.750765 | 10218600010003 | Ladda upp en bild av detta fornminne |
| Sunnemo 1:4                  | Stensättning        |              | Sunnemo, Värmland   |       | 59.834807, 13.750768 | 10218600010004 | Ladda upp en bild av detta fornminne |
| Sunnemo 1:5                  | Stensättning        |              | Sunnemo, Värmland   |       | 59.834849, 13.750980 | 10218600010005 | Ladda upp en bild av detta fornminne |
| Sunnemo 6:1                  | Stensättning        |              | Sunnemo, Värmland   |       | 59.914695, 13.686691 | 10218600060001 | Ladda upp en bild av detta fornminne |
| Sunnemo 6:2                  | Stensättning        |              | Sunnemo, Värmland   |       | 59.914458, 13.686679 | 10218600060002 | Ladda upp en bild av detta fornminne |
| Sunnemo 13:1                 | Hög                 |              | Sunnemo, Värmland   |       | 59.888142, 13.703779 | 10218600130001 | Ladda upp en bild av detta fornminne |
| Sunnemo 13:2                 | Hög                 |              | Sunnemo, Värmland   |       | 59.888432, 13.703905 | 10218600130002 | Ladda upp en bild av detta fornminne |
| Sunnemo 26:1                 | Hög                 |              | Sunnemo, Värmland   |       | 59.887238, 13.711733 | 10218600260001 | Ladda upp en bild av detta fornminne |
| Sunnemo 26:2                 | Hög                 |              | Sunnemo, Värmland   |       | 59.887408, 13.710941 | 10218600260002 | Ladda upp en bild av detta fornminne |
| Sunnemo 63:1                 | Fäbod               |              | Sunnemo, Värmland   |       | 59.794183, 13.776979 | 10218600630001 | Ladda upp en bild av detta fornminne |
| Prästsätrarna (Sunnemo 64:1) | Fäbod               |              | Sunnemo, Värmland   |       | 59.793570, 13.779368 | 10218600640001 | Ladda upp en bild av detta fornminne |
| Sunnemo 65:1                 | Fäbod               |              | Sunnemo, Värmland   |       | 59.791594, 13.781523 | 10218600650001 | Ladda upp en bild av detta fornminne |
| Sunnemo 67:1                 | Fäbod               |              | Sunnemo, Värmland   |       | 59.808895, 13.799977 | 10218600670001 | Ladda upp en bild av detta fornminne |
| Sunnemo 89:1                 | Fäbod               |              | Sunnemo, Värmland   |       | 59.795078, 13.670900 | 10218600890001 | Ladda upp en bild av detta fornminne |
| Sunnemo 91:1                 | Fäbod               |              | Sunnemo, Värmland   |       | 59.777762, 13.668715 | 10218600910001 | Ladda upp en bild av detta fornminne |
| Bjursjötorp (Sunnemo 130:1)  | Lägenhetsbebyggelse |              | Sunnemo, Värmland   |       | 59.860954, 13.854611 | 10218601300001 | Ladda upp en bild av detta fornminne |
| Lassätrarna (Sunnemo 145:1)  | Fäbod               |              | Sunnemo, Värmland   |       | 59.835263, 13.829119 | 10218601450001 | Ladda upp en bild av detta fornminne |
| Sunnemo 152:1                | Fäbod               |              | Sunnemo, Värmland   |       | 59.901411, 13.789417 | 10218601520001 | Ladda upp en bild av detta fornminne |
| Sunnemo 153:1                | Fäbod               |              | Sunnemo, Värmland   |       | 59.795980, 13.708445 | 10218601530001 | Ladda upp en bild av detta fornminne |